# 国際ポール・ヤンセン生物医学研究賞
国際ポール・ヤンセン生物医学研究賞（Dr. Paul Janssen Award for Biomedical Research）は、アメリカ合衆国のジョンソン・エンド・ジョンソンが2006年以来毎年授与している生命医学の賞。傘下のヤンセン ファーマの創業者Paul Janssenに由来する。賞金は20万ドル。

## 受賞者
- 2006年 クレイグ・メロー
- 2008年 マーク・フェルドマン, Ravinder N. Maini
- 2009年 アクセル・ウルリッヒ
- 2010年 Erik De Clercq, アンソニー・ファウチ
- 2011年 ナポレオーネ・フェラーラ
- 2012年 ヴィクター・アンブロス, ゲイリー・ラヴカン
- 2013年 デヴィッド・ジュリアス
- 2014年 ジェニファー・ダウドナ, エマニュエル・シャルパンティエ
- 2015年 バート・フォーゲルシュタイン
- 2016年 大隅良典
- 2017年 Douglas C. Wallace
- 2018年 ジェームズ・P・アリソン
- 2019年 フランツ＝ウルリッヒ・ハートル, Arthur Horwich
- 2020年 ルイス・カントレー
- 2021年 カリコー・カタリン, ドリュー・ワイスマン
- 2022年 ジェフリー・ゴードン
- 2023年 ロバート・ランガー
- 2024年 リン・マクアット, アレクサンダー・バーシャフスキー

## 参照
- Dr. Paul Janssen Award for Biomedical Research
- Johnson & Johnson